# Die seltsame Geschichte des Brandner Kaspar
Die seltsame Geschichte des Brandner Kaspar ist eine deutsche Tragikomödie des ungarischen Regisseurs Josef von Báky aus dem Jahr 1949. Die Literaturverfilmung basiert auf dem Roman Motive einer Novelle des Schriftstellers Franz von Kobell und auf dem Bühnenstück Der Brandner Kaspar schaut ins Paradies von Joseph Maria Lutz. In der Hauptrolle verkörpert Carl Wery den stand- und wehrhaften Kaspar Brandner, die Rolle des Todes wird von Paul Hörbiger eindrucksvoll dargestellt. In Norddeutschland lief der Film unter dem Titel Das Tor zum Paradies. Ein weiterer Alternativtitel ist Der Brandner Kaspar schaut ins Paradies.

## Handlung
Kaspar Brandner ist ein Mann von Format, der nicht im Traum daran denken würde, einmal sterben zu müssen. Obwohl er bereits das hohe Alter von 70 Jahren erreicht hat, fühlt er sich äußerst vital. Zu seiner Überraschung kommt jedoch am Abend seines 70. Geburtstages der Tod (Boandlkramer) zu ihm, um ihn „abzuholen“.
Kaspar Brandner gelingt es, den Tod nach einem Stamperl Himbeergeist zu überreden, ihn noch ein einziges Jahr am Leben zu lassen. In der Folge lässt sich der Tod, durch die geschickt geführten Verhandlungen des Kaspar Brandner, ein ums andere Mal überreden, ihn immer wieder ein weiteres Jahr am Leben zu lassen. So gelingt ihm, sein Ableben um insgesamt 20 Jahre hinauszuschieben.
Als der Handel des Brandner Kaspar mit dem Boandlkramer jedoch ans Licht kommt, wird der Tod in Form der höheren Gewalt Petrus zur Rede gestellt. Der Tod gibt in der Befragung zu, sich auf das Spielchen mit Kaspar Brandner eingelassen zu haben. Doch nun ist Schluss: Der Boandlkramer bekommt einen Tag Zeit, die Angelegenheit in Ordnung zu bringen.

## Produktionsnotizen
Gedreht wurde im Atelier München-Geiselgasteig und in einem Tal in der Ramsau bei Berchtesgaden. Rudolf Pfenninger und Fritz Maurischat waren für die Filmbauten verantwortlich. Walter Rühland und Werner Pohl sorgten für den Ton.
Die seltsame Geschichte des Brandner Kaspar wurde am 21. Dezember 1949 in München uraufgeführt.

## Kritiken
Das Lexikon des internationalen Films bescheinigt dem Film, dass er eine „besinnlich-launige Verbindung von Schwank, Legende und Volkserzählung, phantasievoll inszeniert und beeindruckend ausgestattet“ ist.